# Mariä Himmelfahrt (Mistendorf)

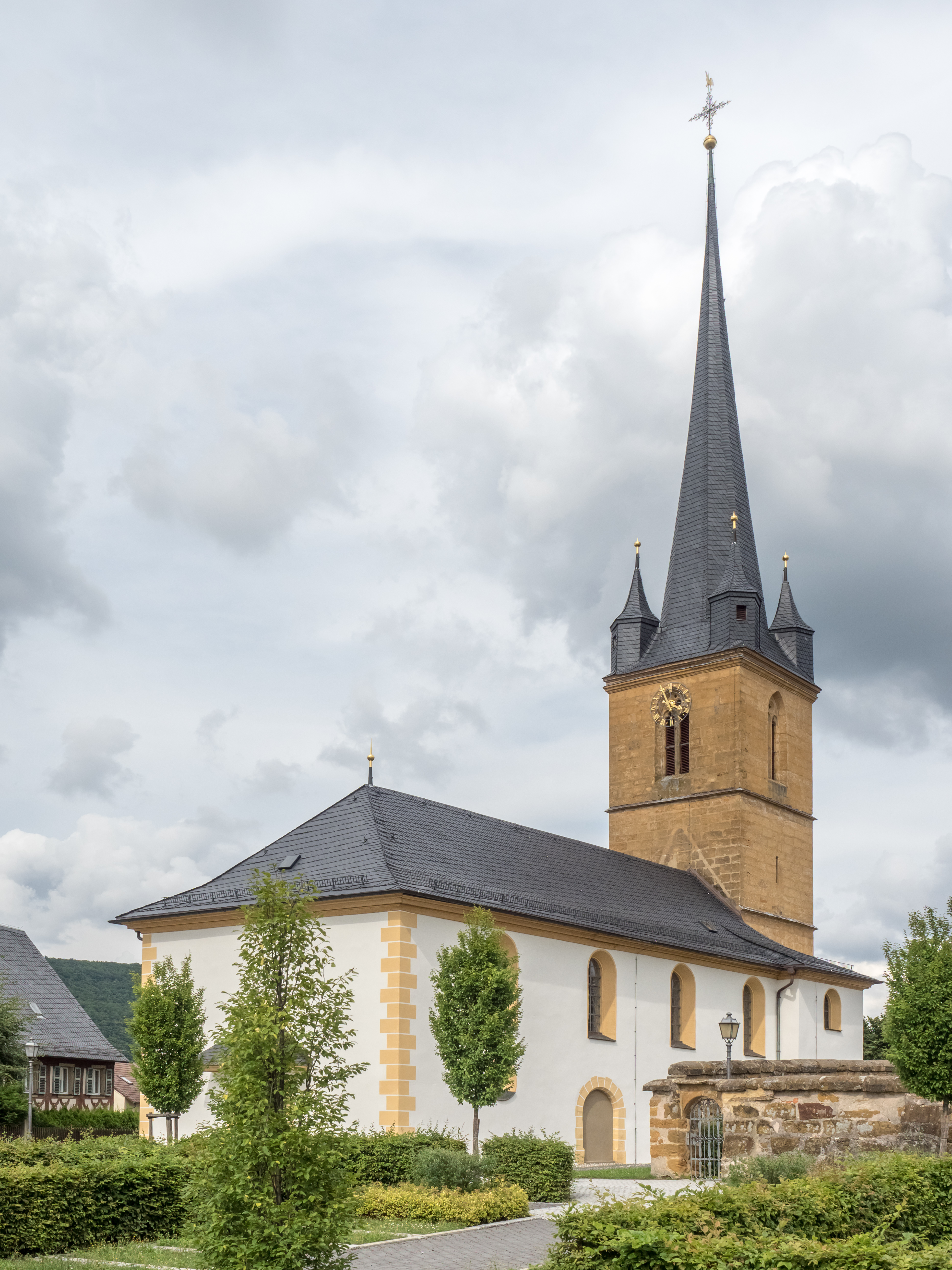
Mariä Himmelfahrt (Mistendorf)

Die römisch-katholische Pfarrkirche Mariä Himmelfahrt steht in Mistendorf, einem Gemeindeteil der Gemeinde Strullendorf im oberfränkischen Landkreis Bamberg in Bayern. Das denkmalgeschützte Bauwerk hat einen Chorturm aus dem 15. Jahrhundert. Die Kirchengemeinde gehört zum Seelsorgebereich Geisberg-Regnitztal im Dekanat Bamberg des Erzbistums Bamberg.

## Beschreibung
Eine Kapelle wurde erstmals im 14. Jahrhundert erwähnt. Die Gründung der Pfarrei Mistendorf folgte im Jahr 1430.
Der Chorturm aus Quadermauerwerk stammt im Kern aus dem 15. Jahrhundert. Sein oberstes Geschoss, das die Turmuhr und den Glockenstuhl beherbergt, und den schiefergedeckte, achtseitigen, von Türmchen an den Ecken flankierten Knickhelm erhielt er erst 1614. Das an ihn nach Westen angebaute Langhaus der Saalkirche, das gegenüber dem Chorturm nach Norden aus der Achse verschoben ist, wurde 1701 umgestaltet. Dabei wurde es mit einem Satteldach bedeckt, das im Westen abgewalmt ist. 
Der Innenraum des Langhauses ist mit einer Flachdecke überspannt, der des Chors, d. h. das Erdgeschoss des Chorturms, mit einem Kreuzrippengewölbe, das mit Rocaille verziert ist. Zur Kirchenausstattung gehören der von Georg Balthasar Kraus 1744 gebaute Hochaltar und zwei Seitenaltare, einer 1676 von Johann Samuel Koch gebaut, der andere 1665 von Johann Caspar Metzner. Die Kanzel wurde 1707 aufgestellt. Das Sakramentshaus ist gotisch. Eine Statue des heiligen Antonius hat Friedrich Theiler geschaffen.